# Tranås
Tranås je predel in sedež Občine Tranås, v okrožju Jönköping na Švedskem s 14.197 prebivalci  v letu 2010.

Leži blizu jezera Sommen na severu province Småland. Njegovo glavno komercialno središče se nahaja vzdolž glavne ulice, Storgatan. Simbol mesta je žerjav. Od leta 2005 so v središču mesta ljudem na voljo brezplačni avtobusni prevozi.